# Coelotes antri
Coelotes antri là một loài nhện trong họ Amaurobiidae.
Loài này thuộc chi Coelotes. Coelotes antri được miêu tả năm 1961 bởi Komatsu.